# Aalborg DH
Aalborg DH was een Deense vrouwenhandbalclub uit Aalborg die tussen 2002 en 2013 uitkwam in de GuldBageren Ligaen, de hoogste divisie in het dameshandbal in Denemarken. 
Aalborg DH werd eenmaal tweede ('04-'05) en tweemaal derde ('05-'06 en '06-'07) in de eredivisie. In het seizoen '05-'06 wist Aalborg DH bovendien door te dringen tot de halve finale van de EHF Champions League waarin het team verloor van de Sloveense club Krim Ljubljana.
Aalborg DH ging in de zomer van 2013 failliet en hield op te bestaan.

## Voormalige speelsters
- Isabel Blanco
- Heidi Løke
- Kristine Lunde
- Katrine Lunde Haraldsen